# Мерлен, Серж
Серж Мерлен (фр. Serge Merlin), при рождении Серж Марль (фр. Serge Merle); 1933 — 16 февраля 2019, Париж) — французский актёр.

## Жизнь и карьера
Серж Мерлен стал актером с начала 1950-х годов и с тех пор выступал в престижных театрах, таких как Театр Лювра, Одеон, Театр де Шайо и Театр де ла Мадлен. В конце 1950-х его он также участвовал в двух постановках на Бродвее. Этот персонаж также играл в классических пьесах Уильяма Шекспира и Георга Бюхнера, но сделал себе имя, в частности, благодаря роли в работах Томаса Бернхарда и Сэмюэля Беккета.
В 1961 году Мерлен дебютировал в кино в качестве ведущего актера в Самсоне Анджея Вайды. Он играл роль еврея, сражающегося во времена Второй мировой войны и Холокоста. Однако в последующие десятилетия он лишь изредка находился перед камерой, поскольку работал в основном в театре. Наиболее известную роль Мерлен сыграл в роли Раймона Дюфаэля, художника со «хрустальной костью», в фильме «Амели» Жана-Пьера Жоне, премьера которого состоялась в 2001 году. Мерлен и за шесть лет до этого работал с Жоне над фильмом «Город потерянных детей», в котором он сыграл лидера Циклопа.
Он получил Орден искусства и литературы от Министерства культуры Франции. Умер в Париже в феврале 2019 года в возрасте 86 лет.

## Фильмография
- 1961: Самсон
- 1968: Одинокая волчица
- 1978: Песнь о Роланде
- 1980: Бивень
- 1983: Дантон
- 1983: Любовь в Германии
- 1988: Завещание убитого еврейского поэта
- 1991: Пылающий костер
- 1995: Город потерянных детей
- 1996: Дневник соблазнителя
- 1997: Мари с залива ангелов
- 1998: Граф Монте-Кристо (мини-сериал, 4 серии)
- 2000: Древняя история
- 2001: Амели
- 2004: Странное преступление
- 2010: Разговорное продолжение
- 2012: Человек, который смеется
- 2015: Я и Камински
- 2017: Свидетели
- 2018: Один король — одна Франция